# Charly Fasel
Charles Fasel, detto Charly (Friburgo, 21 maggio 1898 – Ascona, 10 gennaio 1984), è stato un hockeista su ghiaccio svizzero.

## Palmarès

### Olimpiadi invernali
- Bronzo a Sankt Moritz 1928 nell'hockey su ghiaccio.